# Nephilengys
Nephilengys là một chi nhện trong họ Nephilidae.

## Hình ảnh

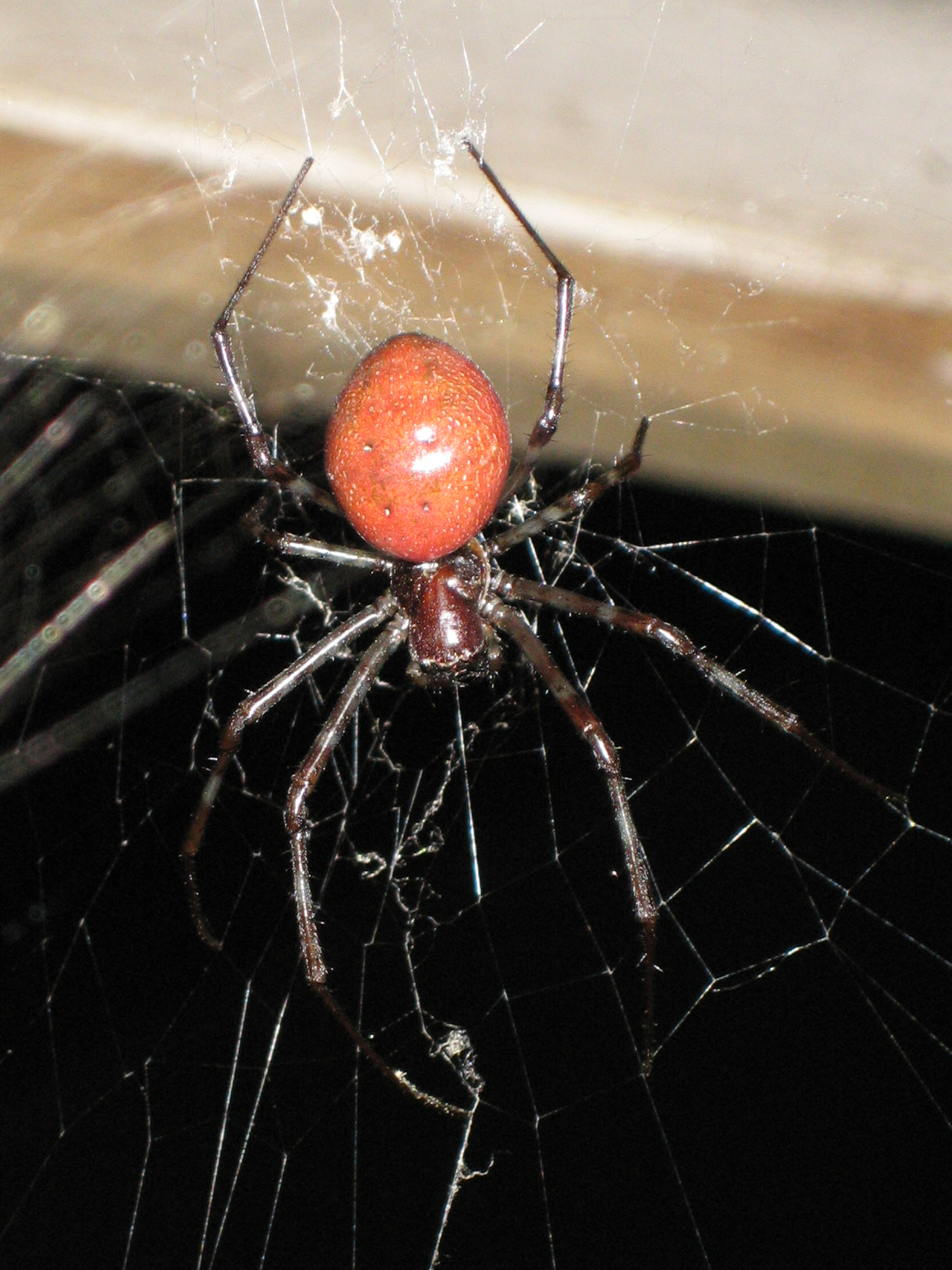
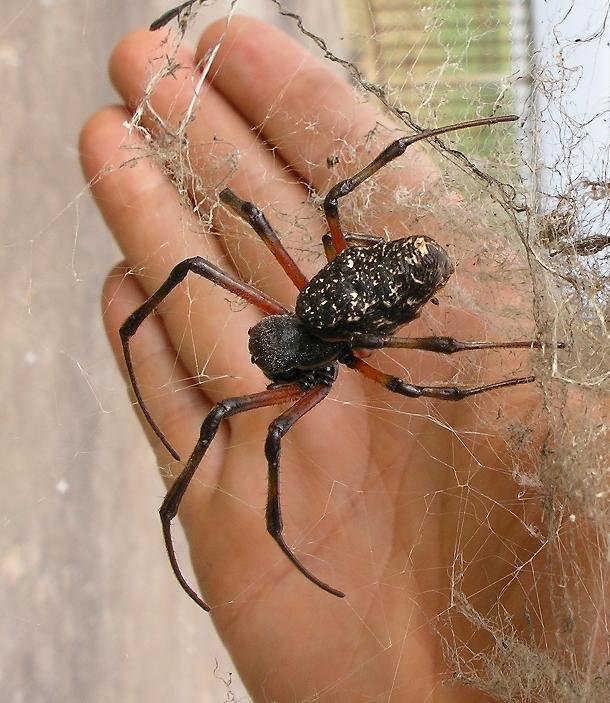
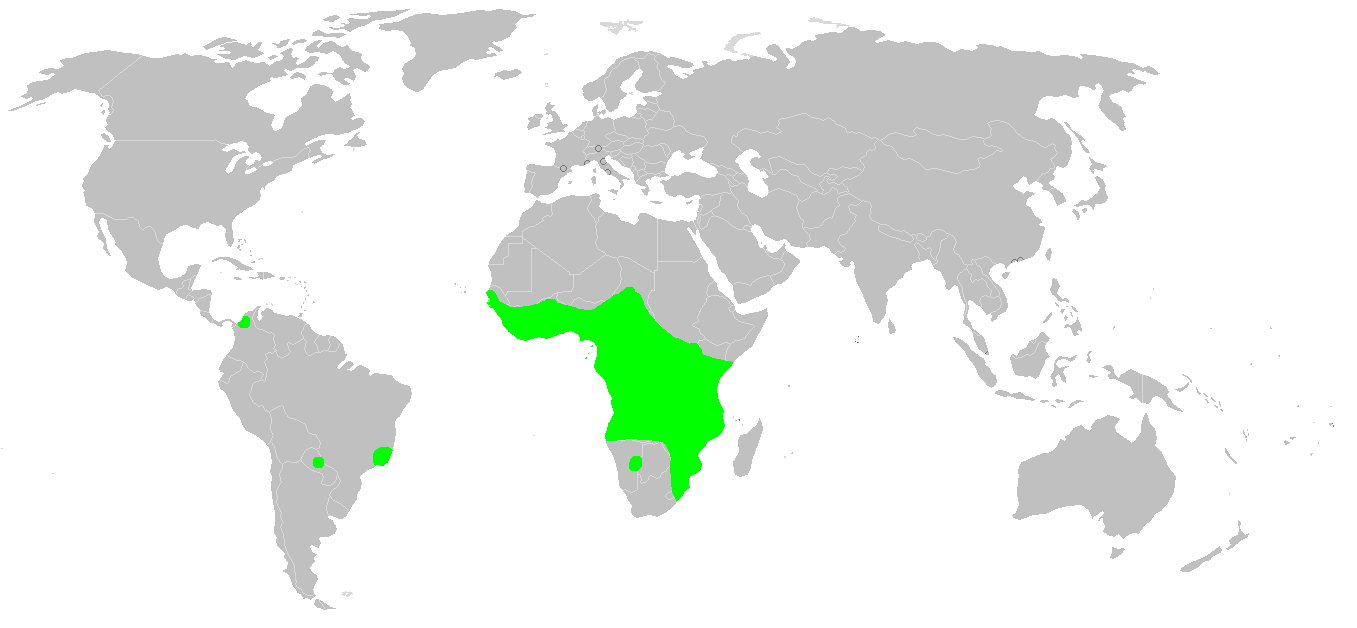
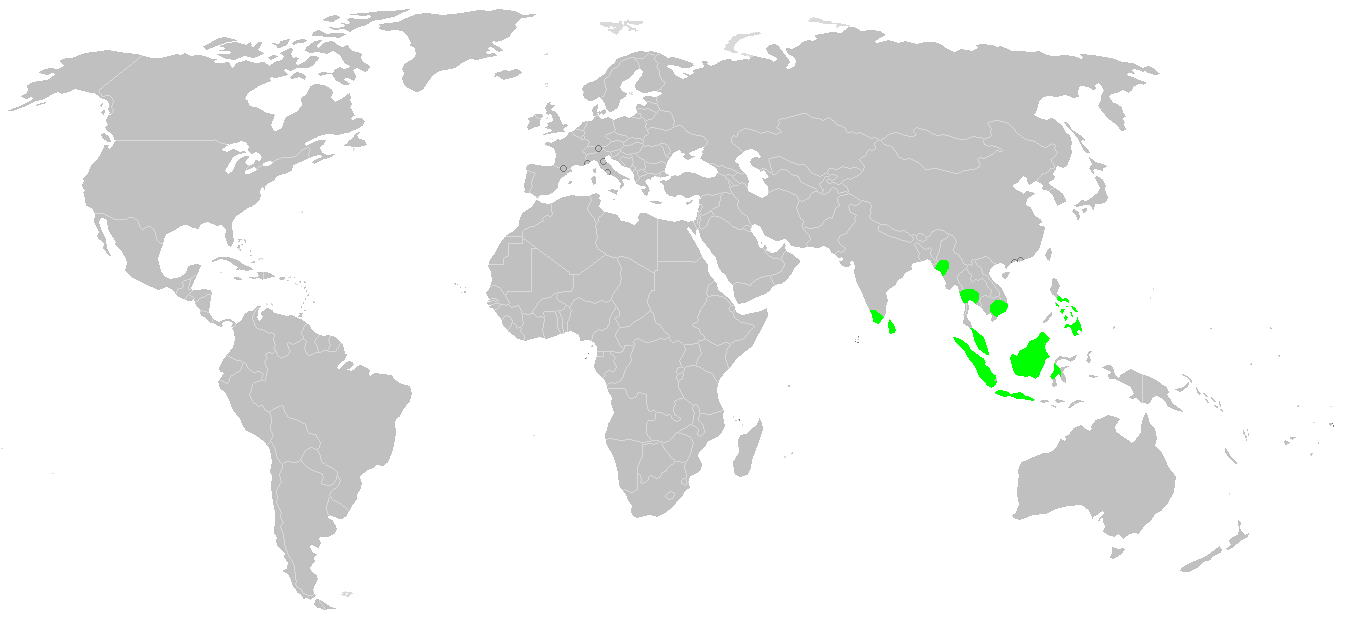